# Jon Aurtenetxe
Jon Aurtenetxe Borde (Amorebieta-Echano, Vizcaya, España, 3 de enero de 1992), conocido deportivamente como Aurtenetxe, es un futbolista español que juega como defensa en la S. D. Amorebieta de la Segunda Federación.

## Trayectoria

### Inicios
Aurtenetxe comenzó a jugar a fútbol en el equipo de su localidad, S. D. Amorebieta, hasta que en 2002 pasó a las categorías inferiores del Athletic. El 17 de diciembre de 2009, con tan solo 17 años, debutó con el Athletic Club en Europa League contra el Werder Bremen en San Mamés, cuando aún pertenecía al equipo juvenil. Esa misma temporada, se proclamó campeón de la Copa del Rey juvenil al vencer al Real Madrid por 2-0, el 26 de junio de 2010.

### Athletic Club
Tras hacer la pretemporada 2010-11 con el Athletic Club, el técnico Joaquín Caparrós, decidió contar con él. El 29 de agosto de 2010 debutó en Primera División, frente al Hércules CF, desbancando a sus tres competidores en el puestoː Xabi Castillo, Mikel Balenziaga y Koikili. Su progresión se vio frenada de golpe en diciembre de 2010, cuando sufrió una grave luxación en el hombro, de la cual fue operado el 28 de diciembre de 2010. Al final de la temporada 2010-11, jugó tres partidos con el Bilbao Athletic para recuperar el estado de forma tras su lesión.
En julio de 2011 se confirmó como jugador del primer equipo, dirigido por Marcelo Bielsa, al recibir el dorsal 3. El 11 de diciembre anotó su primer gol en el partido de Liga ante el Racing de Santander. Tres días después abrió el marcador en la derrota (4-2) ante el Paris Saint-Germain. También marcó en el partido de ida de semifinales de Liga Europa, ante el Sporting CP, y en el partido de vuelta de semifinales de Copa ante el Mirandés, ayudando al equipo a disputar ambas finales. Ambas finales acabaron con derrota (3-0). No pudo iniciar la temporada 2012-13 debido a problemas de pubalgia, aunque tras su recuperación volvió al equipo titular, si bien, llegó a perder el puesto varias jornadas en favor del joven central Aymeric Laporte que actuó como lateral izquierdo.
En agosto de 2013 se anunció su cesión al RC Celta de Vigo para la temporada 2013-14, debido a que el nuevo entrenador, Ernesto Valverde, eligió a Balenziaga y Saborit como laterales izquierdos. Aunque no se pudo consolidar en el equipo vigués, regresó al equipo rojiblanco de cara a la temporada 2014-15. Sin embargo, el buen rendimiento de Balenziaga le mantuvo prácticamente inactivo toda la temporada, si bien, pudo superar el centenar de partidos con el Athletic Club.

### Etapa en Segunda División
En agosto de 2015 se anunció su cesión al Club Deportivo Tenerife de la Segunda División. Tras una buena primera vuelta, contó con muy pocos minutos en la segunda parte de la temporada. En agosto de 2016 se anunció su fichaje por el Club Deportivo Mirandés de la Segunda División, después de rescindir el último año de contrato con el equipo bilbaíno. Tuvo un buen inicio, pero pasó al ostrascismo a partir de la jornada 11.

### Período en el extranjero y categorías menores
El 29 de agosto de 2017 se incorporó al Dundee Football Club de Escocia después de haber fichado, semanas antes, por la S. D. Amorebieta. Tras acabar la temporada con el conjunto escocés y no ser renovado, volvió a incorporarse a las filas del equipo vizcaíno en Segunda División B. El 24 de diciembre de 2018 se hizo oficial su marcha al fútbol australiano para jugar en las filas del Adelaide Comets FC de la National Premier Leagues (Segunda División australiana).
En julio de 2019 firmó por el C. D. Atlético Baleares tras finalizar su etapa en Australia. El 25 de septiembre de 2020 llegó a un acuerdo para rescindir su contrato con el club balear. Tras varios meses sin equipo, el 16 de enero de 2021, se comprometió con Las Rozas C. F.
En julio de 2021 firmó un contrato de dos temporadas con el Miedź Legnica de la segunda división polaca. Dos años después firmó por la S. D. Logroñés de Primera Federación, tras haber abandonado el equipo polaco en febrero. En Logroño estuvo una campaña y en agosto de 2024 regresó a la S. D. Amorebieta.

## Clubes
| Club                         | País      | Año           |
| ---------------------------- | --------- | ------------- |
| Athletic Club                | España    | 2009-2016     |
| Bilbao Athletic              | España    | 2011          |
| R. C. Celta de Vigo (cedido) | España    | 2013-2014     |
| C. D. Tenerife (cedido)      | España    | 2015-2016     |
| C. D. Mirandés               | España    | 2016-2017     |
| S. D. Amorebieta             | España    | 2017          |
| Dundee F. C.                 | Escocia   | 2017-2018     |
| S. D. Amorebieta             | España    | 2018          |
| Adelaide Comets FC           | Australia | 2019          |
| C. D. Atlético Baleares      | España    | 2019-2020     |
| Las Rozas C. F.              | España    | 2021          |
| Miedź Legnica                | Polonia   | 2021-2022     |
| S. D. Logroñés               | España    | 2023-2024     |
| S. D. Amorebieta             | España    | 2024-presente |

## Selección nacional
Jon fue convocado por primera vez con la sub-17 quedando en tercer lugar en la Copa Mundial de Fútbol Sub-17 de 2009.
En 2010 debutó con la sub-19, con la que se proclamó campeón de la Eurocopa Sub-19 en 2011 siendo titular en el lateral izquierdo. En la final, ante la República Checa (2-3), marcó en el minuto 85 el tanto que permitió forzar la prórroga tras desviar un remate de Rubén Pardo. Además fue internacional sub-21 en dos ocasiones.

### Campeonatos en los que ha sido convocado

#### Participaciones en Copas del Mundo
| Mundial                | Sede    | Resultado    |
| ---------------------- | ------- | ------------ |
| Mundial Sub-17 de 2009 | Nigeria | Tercer lugar |

#### Participaciones en Eurocopas
| Eurocopa                | Sede    | Resultado |
| ----------------------- | ------- | --------- |
| Eurocopa Sub-19 de 2011 | Rumanía | Campeón   |

## Palmarés

### Títulos nacionales
| Título               | Club                  | País   | Año  |
| -------------------- | --------------------- | ------ | ---- |
| Copa del Rey Juvenil | Athletic Club Juvenil | España | 2010 |

### Títulos internacionales
| Título          | Club (*)      | Sede    | Año  |
| --------------- | ------------- | ------- | ---- |
| Eurocopa Sub-19 | España sub-19 | Rumania | 2011 |

(*) Incluyendo la selección.

### Distinciones individuales
| Distinción                                      | Año  |
| ----------------------------------------------- | ---- |
| Trofeo Amets bat                                | 2011 |
| Seleccionado en el 11 de plata del Fútbol Draft | 2011 |
| Seleccionado en el 11 de oro del Fútbol Draft   | 2012 |
| Seleccionado en el 11 de plata del Fútbol Draft | 2013 |